# Тажибаева, Патшайым Тажибаевна
Патшайым Тажибаевна Тажибаева (каз. Патшайым Тәжібаева; 1920—1991) — казахский и советский учёный-геолог, профессор, доктор геологических наук (1960), член-корреспондент НАН Казахстана (1967), внесшая большой вклад в развитие геологической науки Казахстана. 
Происходит из рода жаныс племени дулат
П.Тажибаева – первая женщина доктор геологических наук не только Казахстана, но и Центральной Азии, основатель литологии в Казахстане. Она известный ученый, чьи научные труды в области литологии известны всему миру.

## Память
- Именем П.Тажибаевой названа улица в городе Алма-Ата.
- На доме, в котором жила учёная, установлена мемориальная доска.
- Издана книга, посвящённая памяти доктора наук П.Тажибаевой (2010).